# Finał Pucharu Zdobywców Pucharów 1984
Mecz finałowy Pucharu Zdobywców Pucharów pomiędzy Juventusem a FC Porto odbył się 16 maja 1984 na St. Jakob-Stadion (poprzedniku St. Jakob-Park) w Bazylei. Juventus wygrał 2:1 po bramkach Beniamina Vignoli i Zbigniewa Bońka zdobywając po raz pierwszy i jedyny w swojej historii Puchar Zdobywców Pucharów.

## Droga obydwu drużyn do finału
| Juventus F.C.       | Juventus F.C.  | Juventus F.C. | Juventus F.C. |             | FC Porto           | FC Porto       | FC Porto | FC Porto |
| ------------------- | -------------- | ------------- | ------------- | ----------- | ------------------ | -------------- | -------- | -------- |
| Rywal               | Wynik dwumeczu | 1 mecz        | 2 mecz        |             | Rywal              | Wynik dwumeczu | 1 mecz   | 2 mecz   |
| Lechia Gdańsk       | 10–2           | 7–0 (D)       | 3–2 (W)       | 1/16 finału | GNK Dinamo Zagrzeb | 2–2 (agr)      | 1–2 (D)  | 1–0 (W)  |
| Paris Saint-Germain | 2–2 (agr)      | 2–2 (D)       | 0–0 (W)       | 1/8 finału  | Rangers            | 2–2 (agr)      | 1–2 (D)  | 1–0 (W)  |
| FC Haka             | 2–0            | 1–0 (D)       | 1–0 (W)       | 1/4 finału  | Szachtar Donieck   | 4–3            | 3–2 (D)  | 1–1 (W)  |
| Manchester United   | 3–2            | 1–1 (D)       | 2–1 (W)       | 1/2 finału  | Aberdeen           | 2–0            | 1–0 (D)  | 1–0 (W)  |

## Raport i składy
| 16 maja 1984 20:15 CEST | Juventus F.C. · Vignola 12' · Boniek 41' | 2:1(2:1)Raport | FC Porto · Sousa 29' | St. Jakob-Stadion, Bazylea Widzów: 55 000 Sędzia: Adolf Prokop (NRD) |
|                         |                                          |                |                      |                                                                      |

| Juventus | Porto |

| BR                  | 1  | Stefano Tacconi       |
| DF                  | 2  | Claudio Gentile       |
| DF                  | 5  | Sergio Brio           |
| DF                  | 6  | Gaetano Scirea        |
| DF                  | 3  | Antonio Cabrini       |
| MF                  | 8  | Marco Tardelli        |
| MF                  | 4  | Massimo Bonini        |
| MF                  | 10 | Michel Platini        |
| MF                  | 7  | Beniamino Vignola 89' |
| FW                  | 9  | Paolo Rossi           |
| FW                  | 11 | Zbigniew Boniek       |
| Zmiany:             |    |                       |
| DF                  |    | Nicola Caricola 89'   |
| Trener:             |    |                       |
| Giovanni Trapattoni |    |                       |

| BR                 | 1  | Zé Beto                |
| RB                 | 2  | João Pinto             |
| CB                 | 4  | António Lima Pereira   |
| CB                 | 5  | Eurico Gomes           |
| LB                 | 3  | Eduardo Luís 82'       |
| CM                 | 7  | António Frasco         |
| CM                 | 10 | Jaime Pacheco          |
| CM                 | 8  | António Sousa          |
| RW                 | 6  | Jaime Magalhães 64'    |
| CF                 | 9  | Fernando Gomes         |
| LW                 | 11 | Vermelhinho            |
| Zmiany:            |    |                        |
| MF                 |    | José Alberto Costa 82' |
| FW                 |    | Mickey Walsh 64'       |
| Trener:            |    |                        |
| José Maria Pedroto |    |                        |